# 中之条村
中之条村（なかのじょうむら）は、長野県埴科郡にあった村。現在の坂城町大字中之条にあたる。

## 地理
- 山：大道山
- 河川：千曲川

## 歴史
- 1889年（明治22年）4月1日 - 町村制の施行により、近世以来の中之条村が単独で自治体を形成。
- 1955年（昭和30年）4月1日 - 坂城町・南条村と合併し、改めて坂城町が発足。同日中之条村廃止。

## 交通

### 鉄道路線
村域を日本国有鉄道の信越本線（現・しなの鉄道線）が通過したが、駅は所在しなかった。

### 道路
- 国道18号

現在は旧村域に上信越自動車道の坂城インターチェンジが所在するが、当時は未開通。